# Philoscia nebulosa
Philoscia nebulosa là một loài chân đều trong họ Philosciidae. Loài này được Paulian de Felice miêu tả khoa học năm 1940.